# Astia
Astia L.Koch, 1879 è un genere di ragni appartenente alla famiglia Salticidae.

## Distribuzione
Le 3 specie note di questo genere sono diffuse in Australia, precisamente nel Queensland: la sola A. harola è stata rinvenuta anche nel Queensland.

## Tassonomia
L'aracnologo Fred Wanless, in uno studio del 1988, ha mantenuto la denominazione Vindima Thorell, 1895 in sinonimia con questo genere apparentemente commettendo un errore dal momento che in precedenza aveva rimosso quel nome per sinonimia a sua volta con Cyrba Simon, 1876 e non include la specie tipo di Vindima nell'elenco di specie del genere Astia.
A maggio 2010, si compone di tre specie:
- Astia colemani Wanless, 1988 — Queensland
- Astia hariola L.Koch, 1879[2] — Queensland, Nuovo Galles del Sud
- Astia nodosa L. Koch, 1879 — Queensland

### Specie trasferite, nomen dubium
- Astia ornata Peckham & Peckham, 1885 [1][3]